# Carl Rückert
Carl Rückert (* 12. August 1883 in München; † 21. Juli 1973) war ein deutscher Justizbeamter und Politiker.

## Werdegang
Rückert trat 1900 in den bayerischen Justizdienst. Er war von 1947 bis 1950 Geschäftsführer der Arbeitsgemeinschaft der Beamtenverbände. Ab 1950 war er Geschäftsführer des neu gegründeten Bunds bayerischer Beamtenverbände und ab 1952 dessen 3. Vorsitzender. Zudem war er Vorsitzender des neu gegründeten Verbands bayerischer Rechtspfleger und Vorstandsmitglied des Bunds deutscher Rechtspfleger.
Von Januar 1954 bis Dezember 1959 war er Mitglied des Bayerischen Senats.